# إدوارد بونفوس
كان إدوارد هنري جان بونفوس (بالفرنسية: Édouard Henri Jean Bonnefous) (24 أغسطس 1907 - 24 فبراير 2007) سياسياً فرنسياً. قبل الحرب العالمية الثانية (1939-1945) كان ناشطاً في دراسة الشؤون الدولية. بعد الحرب، انتخب نائباً في تجمع الجمهوريين اليساريين في عام 1946، وظل في منصبه حتى عام 1958. وكان وزيراً في عدة حقائب وزارية، وكان أيضاً ناشطاً في مجلس أوروبا. كان مؤيداً قوياً للتكامل الأوروبي. من عام 1959 إلى عام 1986 كان عضواً في مجلس الشيوخ، حيث أصبح ناقداً للجنرال شارل ديغول، ومناصراً لحماية البيئة.

## روابط خارجية
- إدوارد بونفوس على موقع مونزينجر (الألمانية)